# Nigel Levine
Nigel Levine (30 aprile 1989) è un velocista britannico.

## Palmarès
| Anno | Manifestazione          | Sede           | Evento      | Risultato  | Prestazione | Note |
| ---- | ----------------------- | -------------- | ----------- | ---------- | ----------- | ---- |
| 2007 | Europei juniores        | Hengelo        | 4x400 m     | Oro        | 3'08"21     |      |
| 2008 | Mondiali juniores       | Bydgoszcz      | 400 m piani | Semifinale | 47"14       |      |
| 2008 | Mondiali juniores       | Bydgoszcz      | 4×400 m     | Argento    | 3'05"82     |      |
| 2009 | Europei indoor          | Torino         | 4x400 m     | Argento    | 3'07"04     |      |
| 2009 | Europei under 23        | Kaunas         | 400 m piani | Argento    | 45"78       |      |
| 2009 | Europei under 23        | Kaunas         | 4x400 m     | 6º         | 3'06"14     |      |
| 2010 | Mondiali indoor         | Doha           | 4x400 m     | Bronzo     | 3'07"52     |      |
| 2011 | Europei indoor          | Parigi         | 400 m piani | Semifinale | 47"17       |      |
| 2011 | Europei indoor          | Parigi         | 4x400 m     | Argento    | 3'06"46     |      |
| 2011 | Europei under 23        | Ostrava        | 400 m piani | Oro        | 46"10       |      |
| 2011 | Europei under 23        | Ostrava        | 4x400 m     | Oro        | 3'03"53     |      |
| 2011 | Mondiali                | Taegu          | 4×400 m     | 6º         | 3'01"16     |      |
| 2012 | Mondiali indoor         | Istanbul       | 400 m piani | Semifinale | 46"46       |      |
| 2012 | Mondiali indoor         | Istanbul       | 4x400 m     | Argento    | 3'04"72     |      |
| 2012 | Europei                 | Helsinki       | 4x400 m     | Argento    | 3'01"56     |      |
| 2012 | Giochi olimpici         | Londra         | 400 m piani | Semifinale | 45"64       |      |
| 2013 | Europei indoor          | Göteborg       | 400 m piani | Argento    | 46"21       |      |
| 2013 | Europei indoor          | Göteborg       | 4x400 m     | Oro        | 3'05"78     |      |
| 2013 | Mondiali                | Mosca          | 400 m piani | Semifinale | 45"60       |      |
| 2013 | Mondiali                | Mosca          | 4×400 m     | Bronzo     | 3'00"88     |      |
| 2014 | World Relays            | Nassau         | 4×400 m     | 4º         | 3'00"32     |      |
| 2014 | Mondiali indoor         | Sopot          | 400 m piani | Semifinale | 46"84       |      |
| 2014 | Mondiali indoor         | Sopot          | 4x400 m     | Argento    | 3'03"49     |      |
| 2014 | Giochi del Commonwealth | Glasgow        | 400 m piani | Semifinale | 46"57       |      |
| 2014 | Giochi del Commonwealth | Glasgow        | 4x400 m     | Oro        | 3'00"46     |      |
| 2014 | Europei                 | Zurigo         | 4x400 m     | Oro        | 2'58"79     |      |
| 2016 | Europei                 | Amsterdam      | 4×400 m     | Bronzo     | 3'01"44     |      |
| 2016 | Giochi olimpici         | Rio de Janeiro | 4×400 m     | Batteria   | dq          |      |